# Ansauvillers
Ne doit pas être confondu avec Ansauville.
Ansauvillers [ɑ̃sovile] est une commune française située dans le département de l'Oise en région Hauts-de-France.

## Géographie
| Bonvillers | Chepoix Mory-Montcrux | Gannes       |
| Campremy   | Ansauvillers          |              |
| Wavignies  | Catillon-Fumechon     | Quinquampoix |

### Hydrographie
La commune est traversée par la ligne de partage des eaux entre les bassins hydrographiques Artois-Picardie et Seine-Normandie. Elle n'est drainée par aucun cours d'eau.

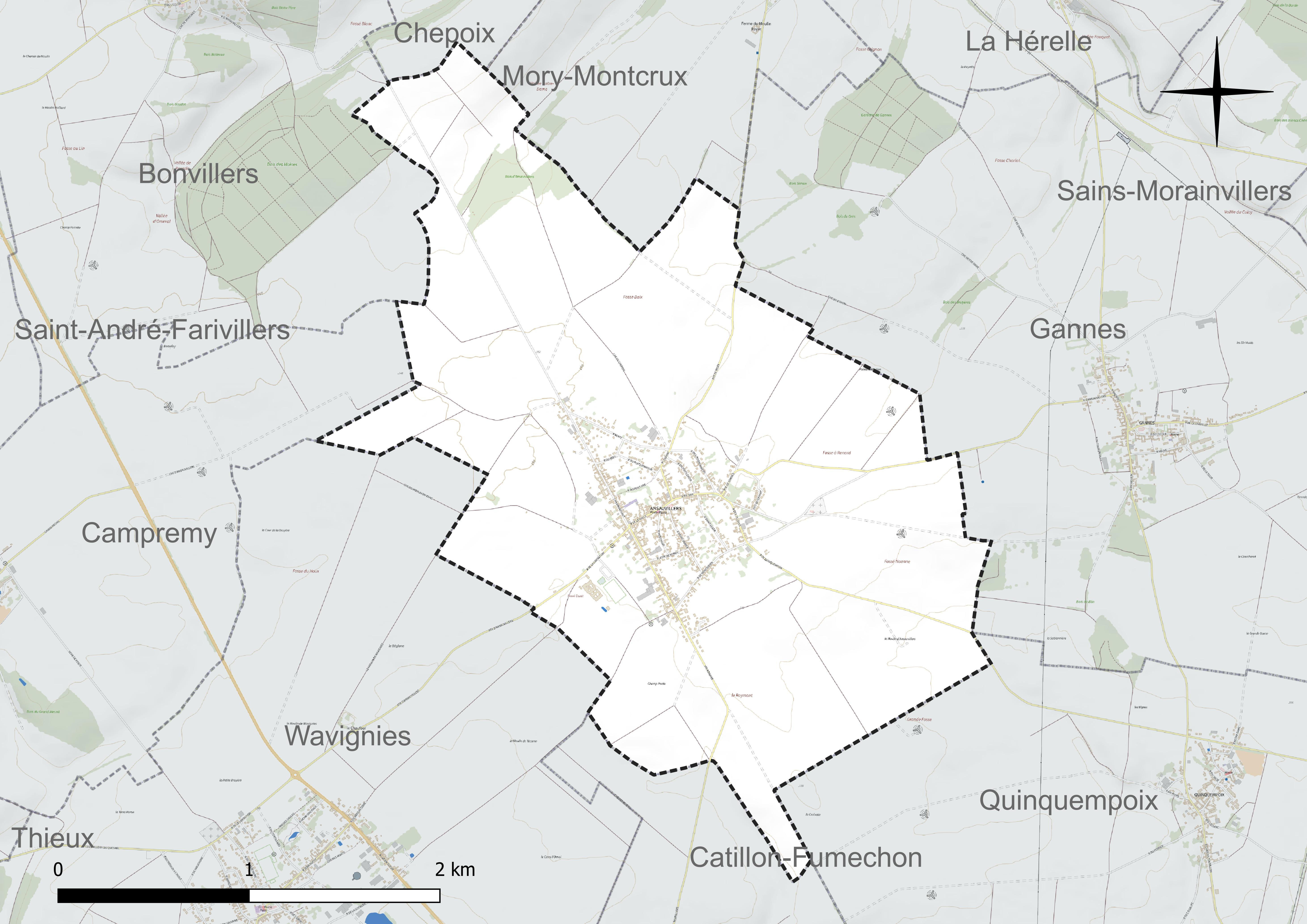
Réseau hydrographique d'Ansauvillers.

### Climat
Pour des articles plus généraux, voir Climat des Hauts-de-France et Climat de l'Oise.
En 2010, le climat de la commune est de type climat océanique dégradé des plaines du Centre et du Nord, selon une étude du CNRS s'appuyant sur une série de données couvrant la période 1971-2000. En 2020, Météo-France publie une typologie des climats de la France métropolitaine dans laquelle la commune est exposée à un climat océanique et est dans la région climatique Nord-est du bassin Parisien, caractérisée par un ensoleillement médiocre, une pluviométrie moyenne régulièrement répartie au cours de l'année et un hiver froid (3 °C).
Pour la période 1971-2000, la température annuelle moyenne est de 10,2 °C, avec une amplitude thermique annuelle de 14,3 °C. Le cumul annuel moyen de précipitations est de 696 mm, avec 11,4 jours de précipitations en janvier et 8,3 jours en juillet. Pour la période 1991-2020, la température moyenne annuelle observée sur la station météorologique la plus proche, située sur la commune de Rouvroy-les-Merles à 10 km à vol d'oiseau, est de 10,7 °C et le cumul annuel moyen de précipitations est de 647,9 mm,. Pour l'avenir, les paramètres climatiques de la commune estimés pour 2050 selon différents scénarios d'émission de gaz à effet de serre sont consultables sur un site dédié publié par Météo-France en novembre 2022.

## Urbanisme

### Typologie
Au 1er janvier 2024, Ansauvillers est catégorisée bourg rural, selon la nouvelle grille communale de densité à sept niveaux définie par l'Insee en 2022.
Elle est située hors unité urbaine et hors attraction des villes,.

### Occupation des sols
L'occupation des sols de la commune, telle qu'elle ressort de la base de données européenne d'occupation biophysique des sols Corine Land Cover (CLC), est marquée par l'importance des territoires agricoles (87,5 % en 2018), en augmentation par rapport à 1990 (85,1 %). La répartition détaillée en 2018 est la suivante : 
terres arables (84,9 %), zones urbanisées (12,4 %), zones agricoles hétérogènes (2,6 %), forêts (0,1 %). L'évolution de l'occupation des sols de la commune et de ses infrastructures peut être observée sur les différentes représentations cartographiques du territoire : la carte de Cassini (XVIIIe siècle), la carte d'état-major (1820-1866) et les cartes ou photos aériennes de l'IGN pour la période actuelle (1950 à aujourd'hui).

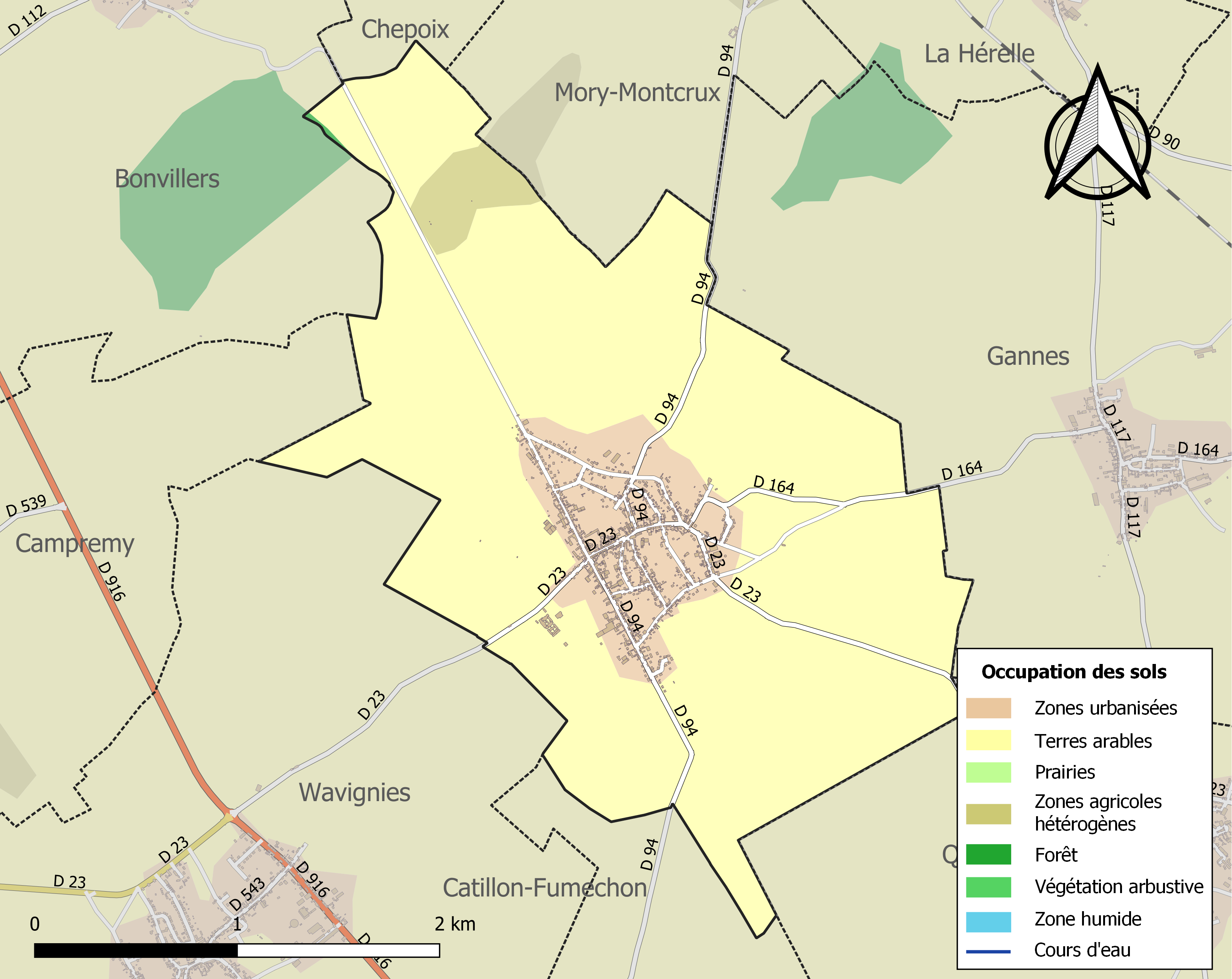
Carte des infrastructures et de l'occupation des sols de la commune en 2018 (CLC).

### Voies de communication et transports
La commune est desservie, en 2023, par les lignes 613, 619, 6109, 6122, 6304, 6309 et 6328 du réseau interurbain de l'Oise.

## Toponymie
Le nom de la localité est attesté sous les formes Ansoaldovillare (766) ; in pago Belvacensi villula quae dicitur Aisovillare (860) ; Aisovillare in pago Belvacensi (885) ; Ansoldi villare (1146) ; villa qui dicitur Ansolvillare (vers 1150) ; Esoviler (1157) ; Ansoldivillaris (1158) ; Ansovillare (1164) ; Ansoldi vilers (1164) ; Ansolviler (1164) ; Ansoutviller (1179) ; Ansoviler (1183) ; Ansoviller (1183) ; Ansolviller (1190) ; Petrus de Ansolvillari (1197) ; Auxenviler (1224) ; Ansovilers (1237) ; Ansouviler (1237) ; Ansovillar (1253) ; Ansovillaris (1253) ; Ausainviler (1305) ; de Ansovilari (1389) ; Ansonviller (1438) ; Ansovillers (1547) ; Ansauvillé (vers 1580) ; Aussonville (1667) ; Ansauviller (1743) ; Ansauvillers-en-Chaussée (XIXe) ; Anseauvillers (1840) ; Ansauvillers (XIXe).

## Histoire
Cité à partir du VIIIe siècle dans un acte testamentaire pour diverses donations faites à l'abbaye de Saint-Denis par Adhalard, le 25 novembre 766, et souscrit à Ansoaldo-Villare. La commune est établie sur une ancienne voie romaine, dite  chaussée Brunehaut, reliant Amiens à Senlis.
Les agriculteurs d'Ansauvillers retrouvent régulièrement, dans leurs champs, des silex polis datant de la fin du néolithique (-3300 av. J.-C.), preuve que le secteur était déjà habité à cette époque. Une hypothèse archéologique explique la présence de ces « polisseurs » de pierres par la richesse du territoire en blocs de grès très durs, permettant le travail du silex, pour la réalisation d'outils en pierre polie.
Jusqu'au milieu du XVIIIe siècle, les habitants étaient en majorité cultivateurs ou manœuvriers. Mais l'économie d'Ansauvillers semble s'être développé autour de deux activités principales :
- L'industrie du chanvre textile au travers de sa culture et de la filature (travaux d'hiver) : draperie, fil, toiles… (à signaler la présence d'un grand marché de la draperie dans le secteur d'Ansauvillers). L'activité déclina avec l'arrivée de la mécanisation et la population locale diminua de ce fait. Il reste aujourd'hui quelques vestiges de cette activité dans le nom des lieux-dits ainsi qu'au travers des mares de rouissage du chanvre.
- L'exploitation des carrières de grès (présentes encore dans les bois du territoire) pour la fabrication des pavés, marches, bornes…

En 1842, opposition des agriculteurs d'Ansauvillers (et de Breteuil) au passage de la ligne de Paris-Nord à Lille qui sera détournée sur Gannes (chantier de 1842 à 1846).
En 1936-1940, création du château d'eau alimentant Gannes et Ansauvillers.

## Politique et administration

### Rattachements administratifs et électoraux
La commune se trouve dans l'arrondissement de Clermont du département de l'Oise. Pour l'élection des députés, elle fait partie de la première circonscription de l'Oise.
Elle faisait partie depuis 1802 du canton de Breteuil. Dans le cadre du redécoupage cantonal de 2014 en France, la commune rejoint le canton de Saint-Just-en-Chaussée.

### Intercommunalité
La commune faisait partie de la communauté de communes des Vallées de la Brèche et de la Noye créée fin 1992.
Dans le cadre des dispositions de la loi portant nouvelle organisation territoriale de la République (Loi NOTRe) du 7 août 2015, qui prévoit que les établissements publics de coopération intercommunale (EPCI) à fiscalité propre doivent avoir un minimum de 15 000 habitants, le préfet de l'Oise a publié en octobre 2015 un projet de nouveau schéma départemental de coopération intercommunale, qui prévoit la fusion de plusieurs intercommunalités, et notamment celle de Crèvecœur-le-Grand (CCC) et celle des Vallées de la Brèche et de la Noye (CCVBN), soit une intercommunalité de 61 communes pour une population totale de 27 196 habitants.
Après avis favorable de la majorité des conseils communautaires et municipaux concernés, cette intercommunalité, dénommée communauté de communes de l'Oise picarde et dont la commune est désormais membre, est créée au 1er janvier 2017.

### Liste des maires
| Période                                  | Période      | Identité             | Étiquette                                 | Qualité |
| ---------------------------------------- | ------------ | -------------------- | ----------------------------------------- | --- |
| Les données manquantes sont à compléter. |              |                      |                                           | |
| 1893                                     | 25 juin 1894 | Emmanuel Naquet      |                                           | Démission |
| 1894                                     | 1933         | Victor Delpierre     | Gauche radicale puis Entente démocratique | Médecin Député de l'Oise (1906 → 1919) Sénateur de l'Oise (1920 → 1933) Conseiller général de Breteuil (1902 → 1933) |
| 1935                                     | 1937         | Gaston Delaforges    |                                           | |
| 1937                                     | 1944         | Henri Naquet         |                                           | |
| 1945                                     | 1947         | Arnaud Humblot       |                                           | |
| 1947                                     | 1968         | Charles Testu        |                                           | |
| 1968                                     | 1977         | Jean-Louis Roux      |                                           | |
| 1977                                     | 1995         | Alfred Plessier      |                                           | |
| mars 1994                                | mars 2001    | Geneviève Roux       |                                           | |
| mars 2001                                | mars 2008    | Bernard Boulanger    | UMP                                       | |
| mars 2008                                | 2020         | Marie-Line Dufresnes | SE                                        | Sans profession |
| 2020                                     | En cours     | Dominique Dufresnes  |                                           | |

## Population et société

### Démographie

#### Évolution démographique
L'évolution du nombre d'habitants est connue à travers les recensements de la population effectués dans la commune depuis 1793. Pour les communes de moins de 10 000 habitants, une enquête de recensement portant sur toute la population est réalisée tous les cinq ans, les populations de référence des années intermédiaires étant quant à elles estimées par interpolation ou extrapolation. Pour la commune, le premier recensement exhaustif entrant dans le cadre du nouveau dispositif a été réalisé en 2006.

En 2022, la commune comptait 1 140 habitants, en évolution de −5,16 % par rapport à 2016 (Oise : +0,87 %, France hors Mayotte : +2,11 %).
| 1793 | 1800 | 1806 | 1821 | 1831  | 1836  | 1841  | 1846  | 1851  |
| ---- | ---- | ---- | ---- | ----- | ----- | ----- | ----- | ----- |
| 824  | 813  | 895  | 939  | 1 179 | 1 172 | 1 183 | 1 200 | 1 200 |

| 1856  | 1861  | 1866  | 1872  | 1876  | 1881 | 1886 | 1891 | 1896 |
| ----- | ----- | ----- | ----- | ----- | ---- | ---- | ---- | ---- |
| 1 170 | 1 143 | 1 150 | 1 074 | 1 014 | 943  | 963  | 902  | 875  |

| 1901 | 1906 | 1911 | 1921 | 1926 | 1931 | 1936 | 1946 | 1954 |
| ---- | ---- | ---- | ---- | ---- | ---- | ---- | ---- | ---- |
| 856  | 805  | 777  | 723  | 734  | 703  | 712  | 686  | 704  |

| 1962 | 1968 | 1975 | 1982 | 1990 | 1999  | 2006  | 2011  | 2016  |
| ---- | ---- | ---- | ---- | ---- | ----- | ----- | ----- | ----- |
| 718  | 650  | 691  | 674  | 927  | 1 049 | 1 190 | 1 232 | 1 202 |

| 2021  | 2022  | - | - | - | - | - | - | - |
| ----- | ----- | - | - | - | - | - | - | - |
| 1 163 | 1 140 | - | - | - | - | - | - | - |

#### Pyramide des âges
La population de la commune est relativement jeune.
En 2018, le taux de personnes d'un âge inférieur à 30 ans s'élève à 39,9 %, soit au-dessus de la moyenne départementale (37,3 %). À l'inverse, le taux de personnes d'âge supérieur à 60 ans est de 18,3 % la même année, alors qu'il est de 22,8 % au niveau départemental.
En 2018, la commune comptait 602 hommes pour 589 femmes, soit un taux de 50,55 % d'hommes, légèrement supérieur au taux départemental (48,89 %).
Les pyramides des âges de la commune et du département s'établissent comme suit.
| Hommes | Classe d’âge | Femmes |
| ------ | ------------ | ------ |
| 0,5    | 90 ou +      | 0,9    |
| 3,0    | 75-89 ans    | 6,4    |
| 13,0   | 60-74 ans    | 12,7   |
| 24,3   | 45-59 ans    | 20,3   |
| 18,8   | 30-44 ans    | 20,4   |
| 21,3   | 15-29 ans    | 16,6   |
| 19,0   | 0-14 ans     | 22,8   |

| Hommes | Classe d’âge | Femmes |
| ------ | ------------ | ------ |
| 0,5    | 90 ou +      | 1,4    |
| 5,5    | 75-89 ans    | 7,6    |
| 15,6   | 60-74 ans    | 16,3   |
| 20,8   | 45-59 ans    | 20     |
| 19,4   | 30-44 ans    | 19,4   |
| 17,6   | 15-29 ans    | 16,2   |
| 20,6   | 0-14 ans     | 19,1   |

### Services publics
En 2018, la commune dispose d'une agence postale communale.

### Manifestations culturelles et festivités
Du 23 septembre 2016 au 9 octobre 2016, Ansauvillers accueille l'exposition artistique Plasticité, sous-titrée Comment transformer un village en œuvre d'art, exposition menée par le centre culturel La Remise et le collectif Polymorf'[réf. nécessaire].

Installations à l'occasion de l'exposition Plasticité.
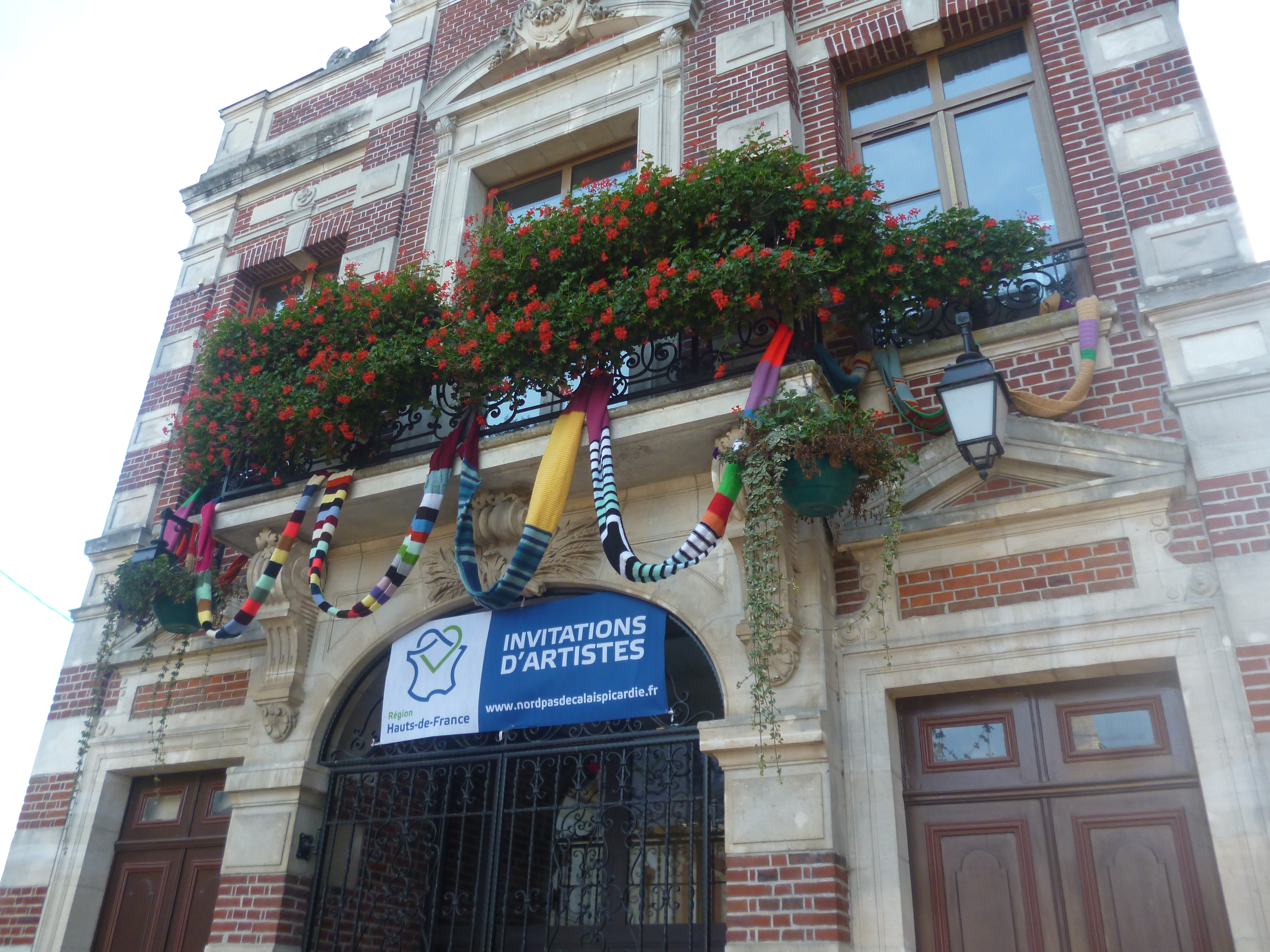
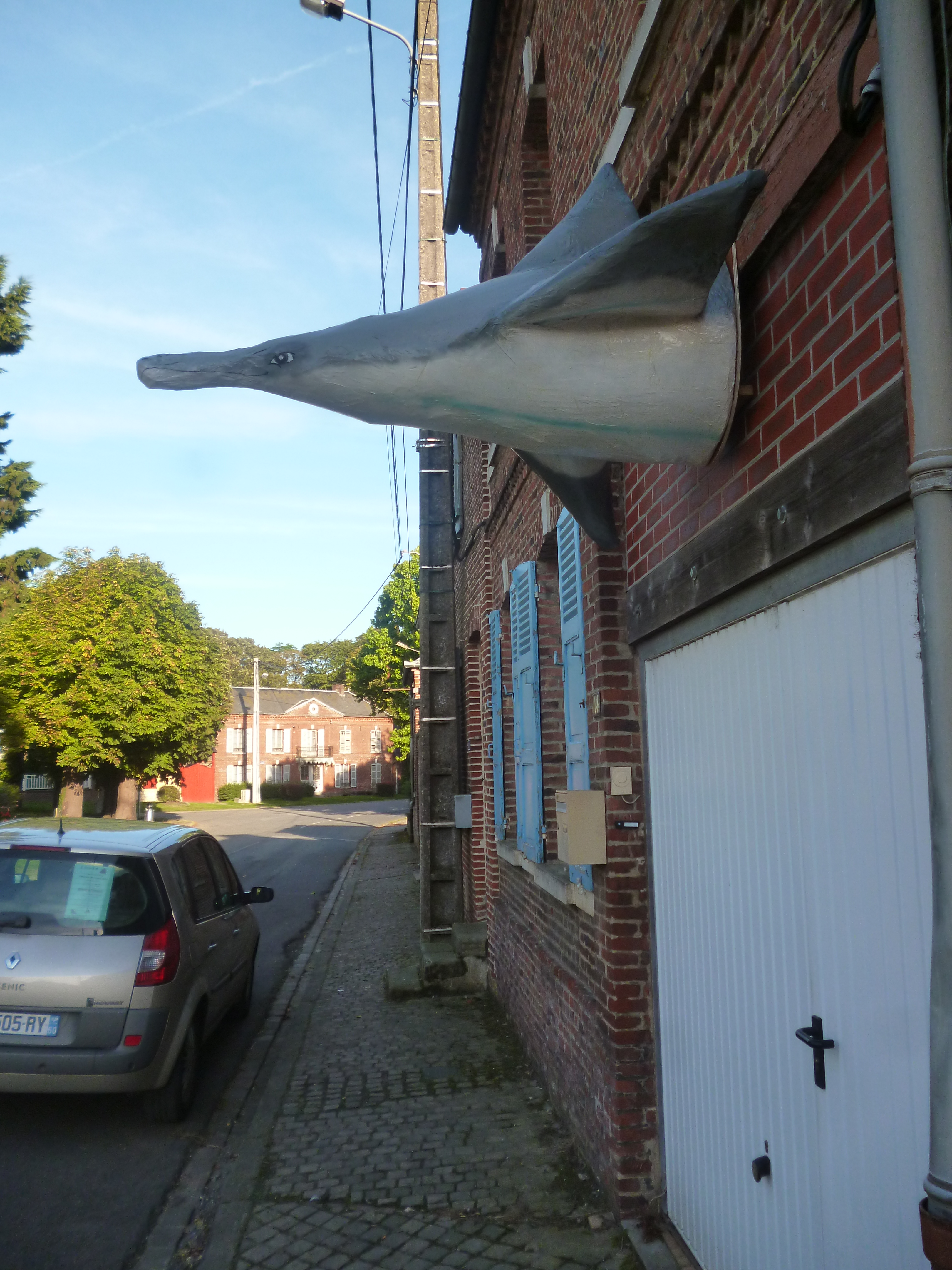
Rue du Bail.
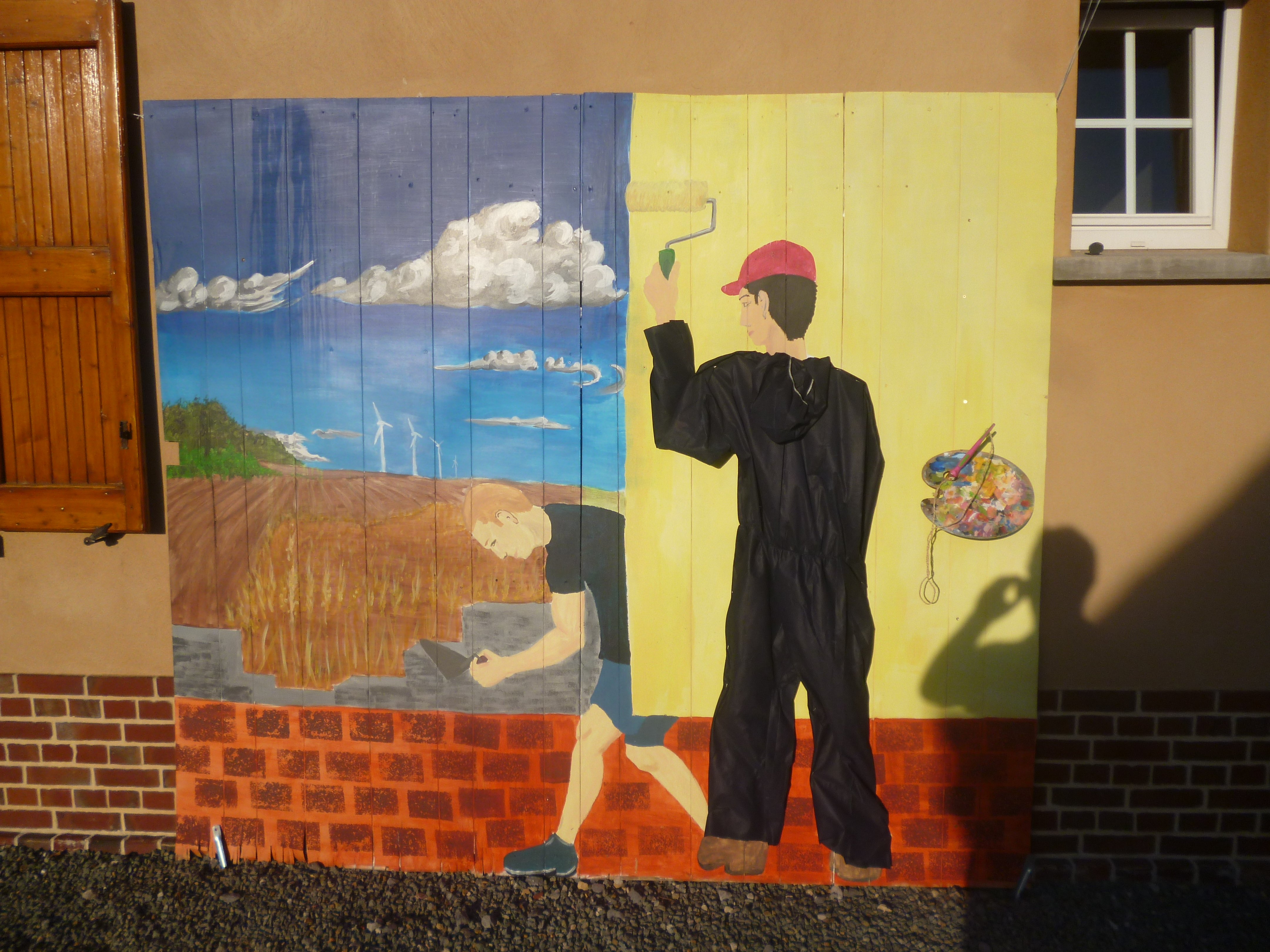
Rue Henri-Sohier.
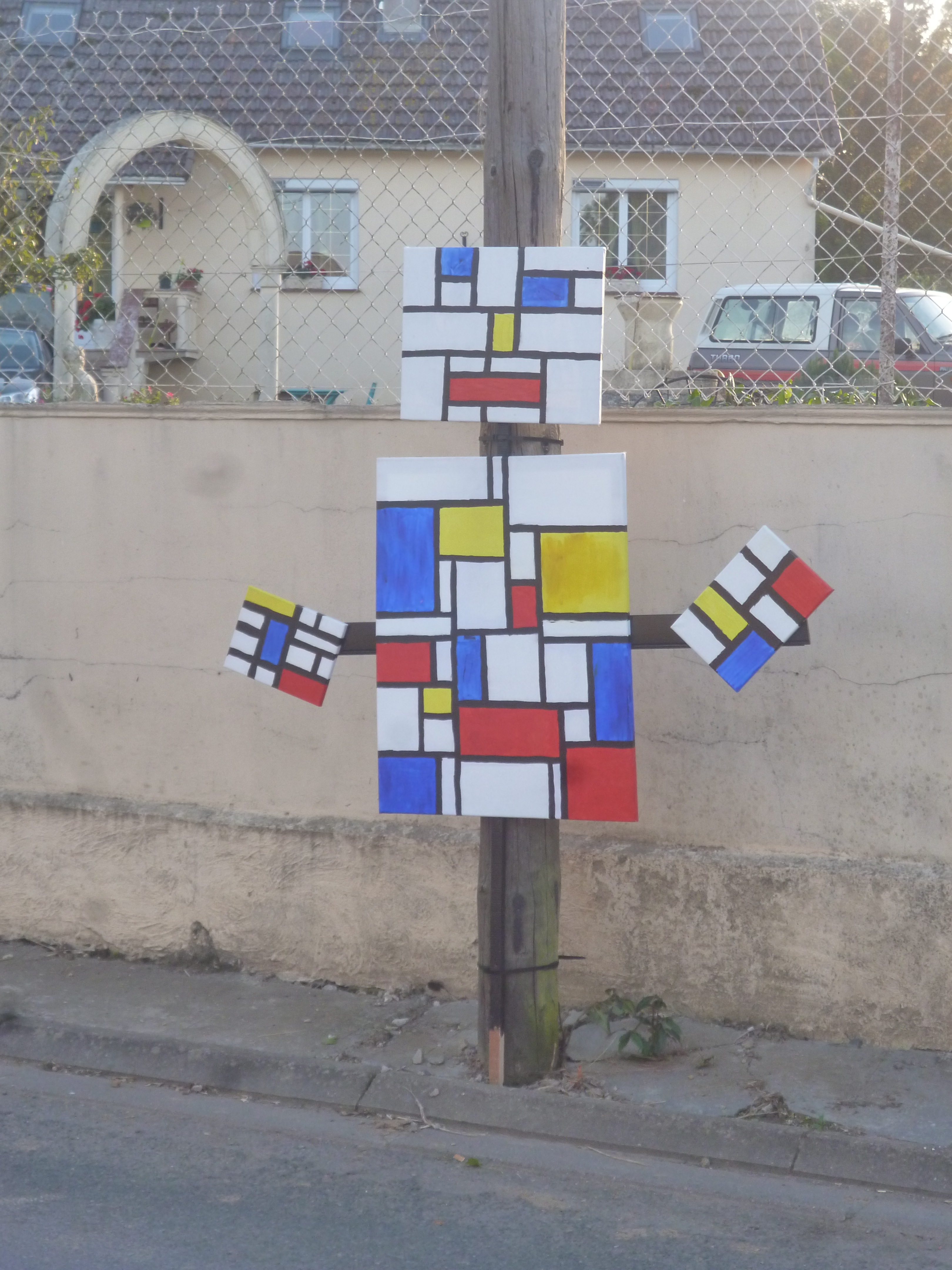
Rue Lenfant.
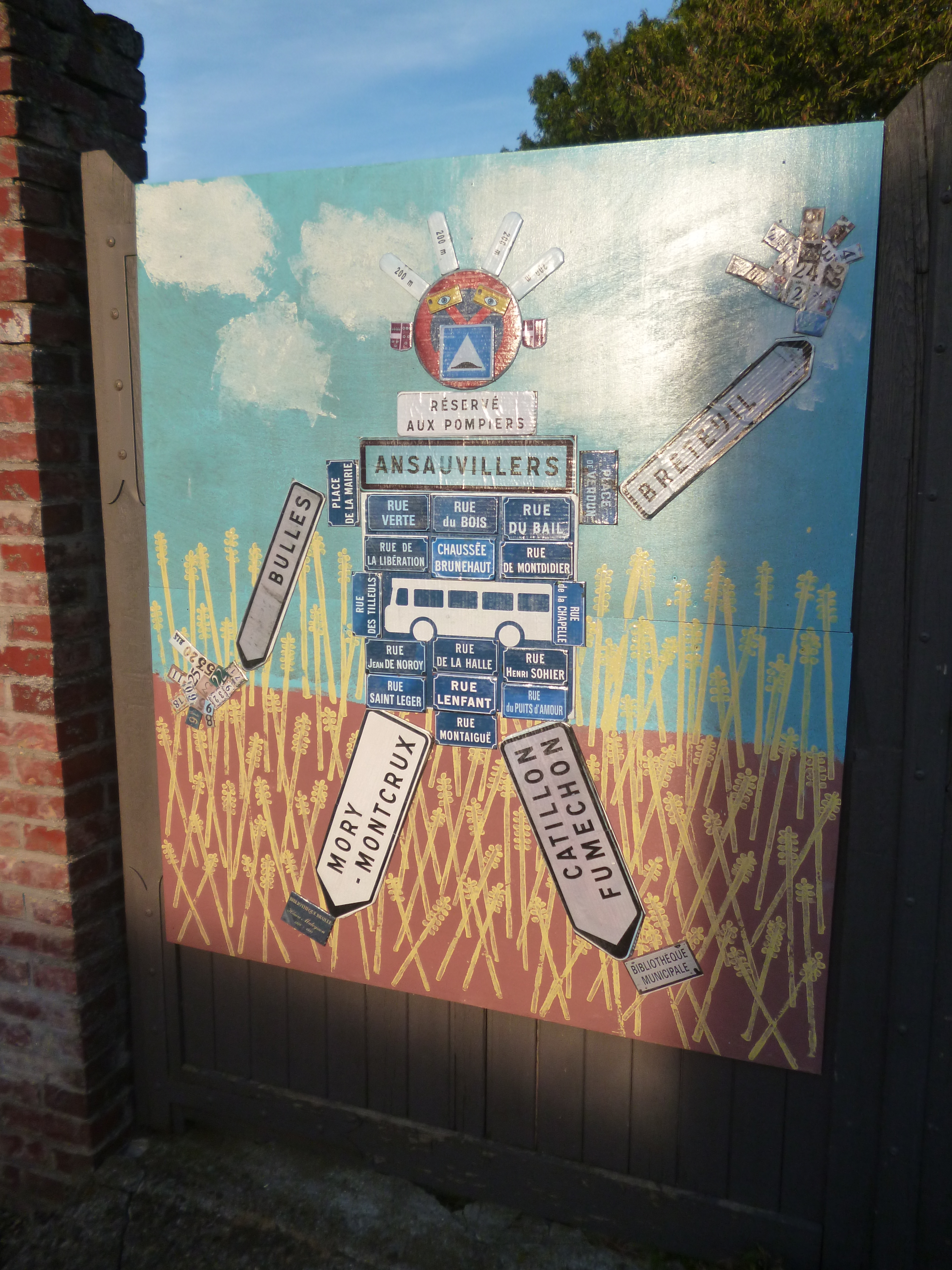
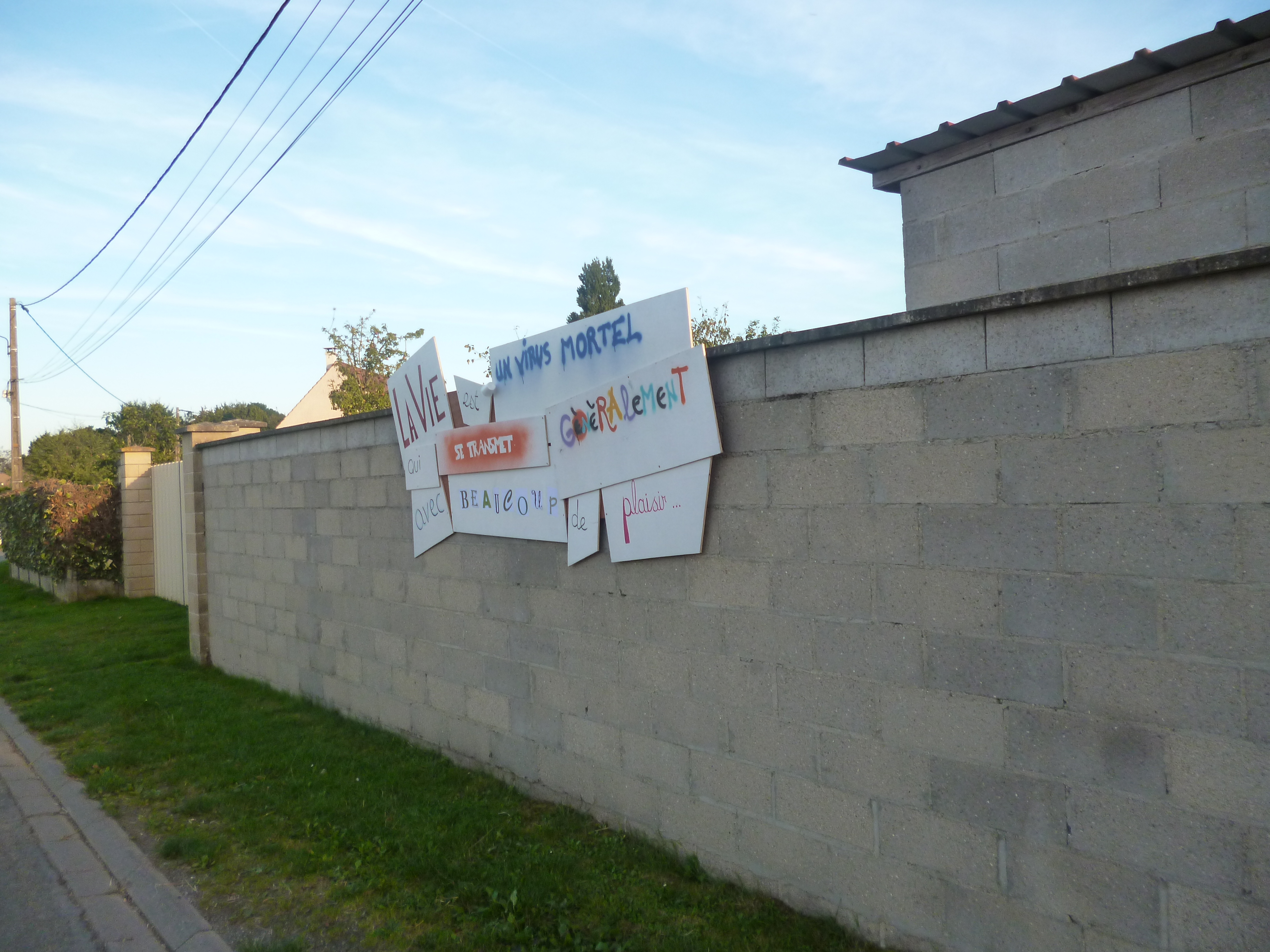
Rue des Poissonniers.
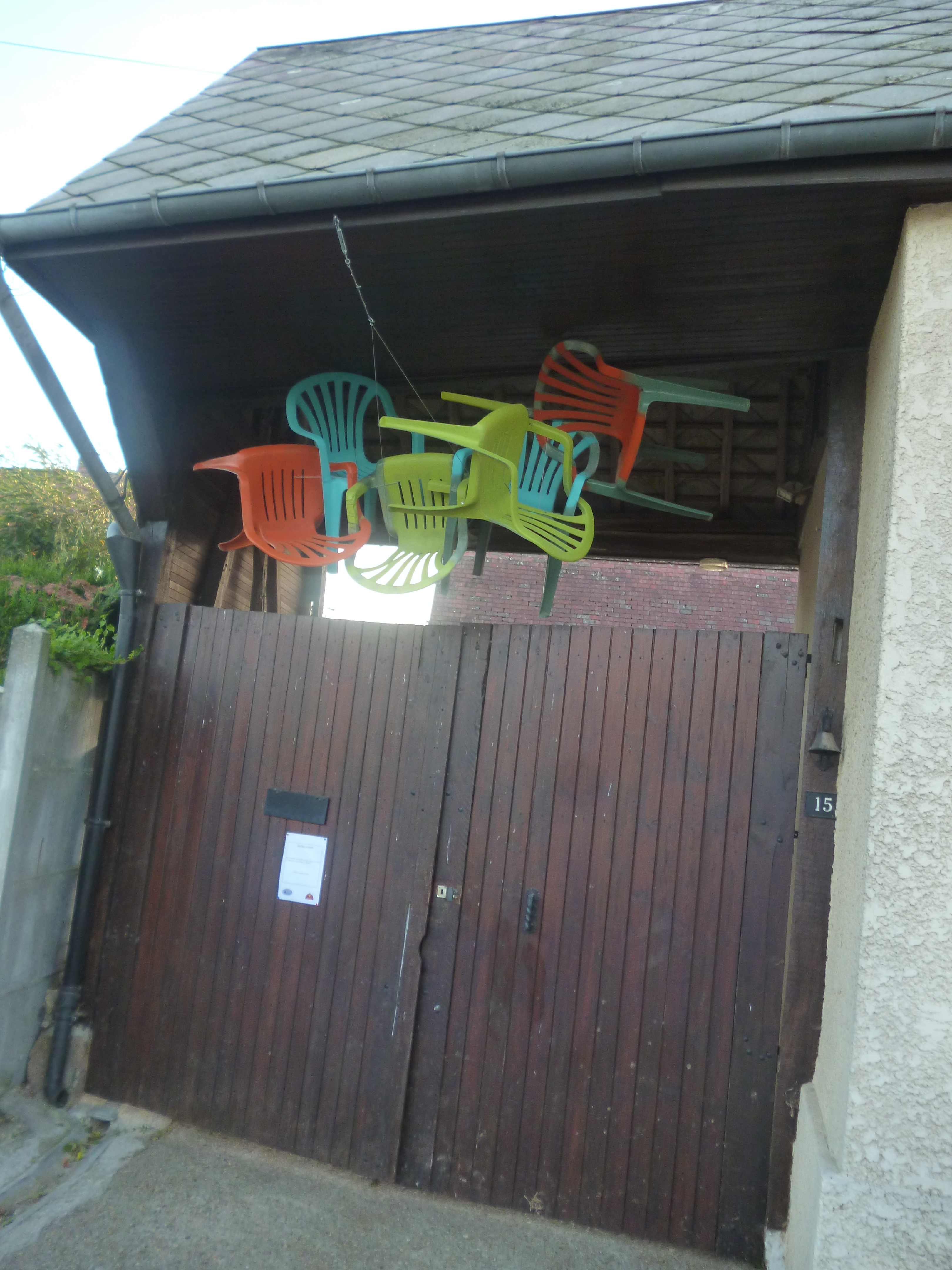
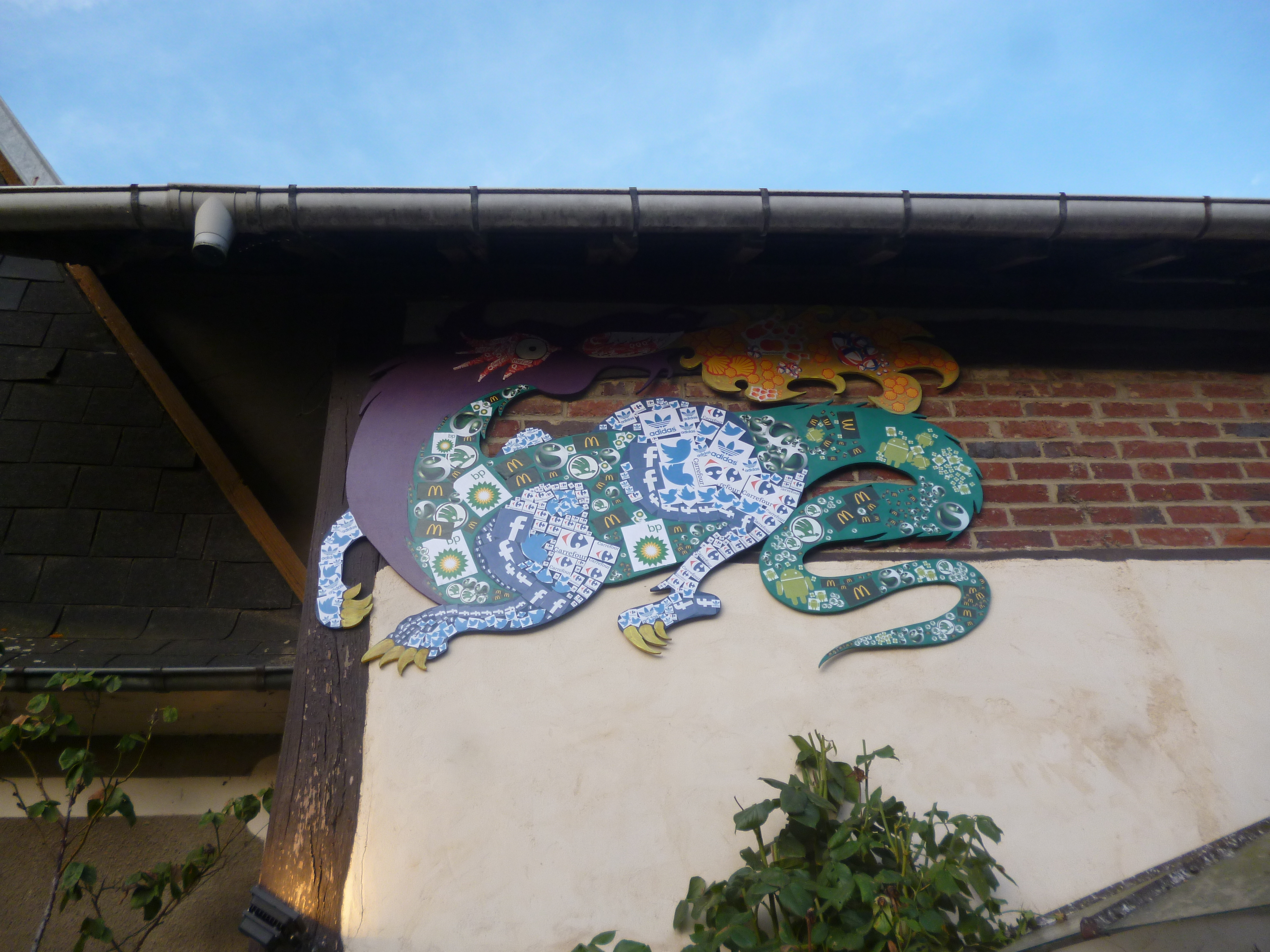
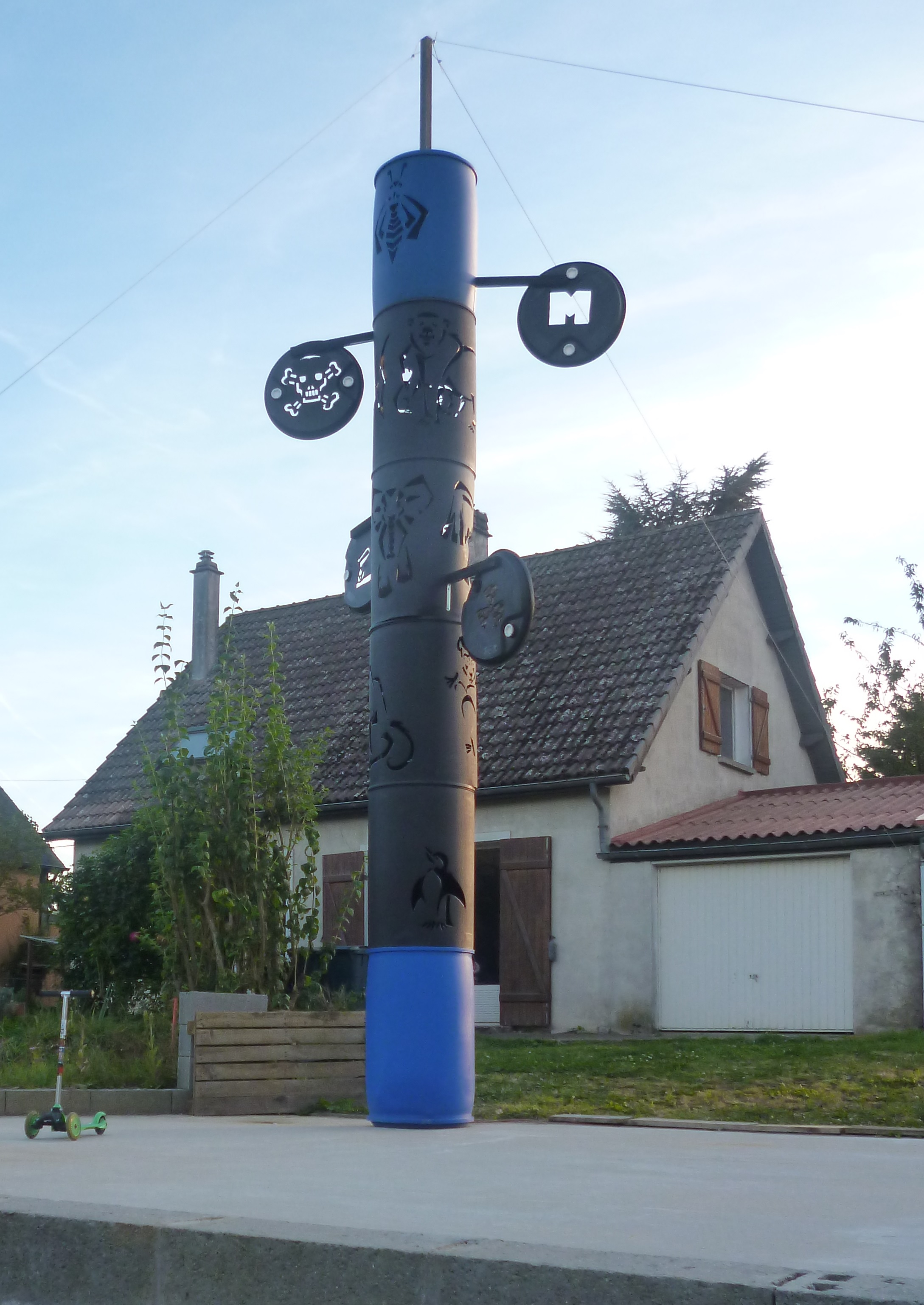

La Fabrique du monde rural, créée en 2017 à l'initiative du Mouvement rural de jeunesse chrétienne (MRJC) en Picardie, qui a reçu le label « Fabrique d'initiatives citoyennes » (elles sont 49 en France), a pour vocation d'accueillir tout type de projet autour de la citoyenneté, d'informer et d'accompagner les projets collectifs des jeunes ou des habitants de la commune et de ses environs.
Le premier l'Impossible Festival, où toutes les formes d'expressions artistiques avaient leur place, s'est tenu au stade d'Ansauvillers du 22 août au 2 septembre 2018.

## Culture locale et patrimoine

### Lieux et monuments
- Église Saint-Léger : ancienne chapelle castrale, elle fut construite en briques sur soubassement de grès. Le chœur et le collatéral nord datent de 1668, et le clocher fut édifié en 1786 au-dessus du porche[31].
- Chapelle du cimetière (XIIe-XIIIe siècle) avec, en son sein, un gisant de calcaire d'origine inconnue[32]..
- Vestiges du mur d'enceinte du château.

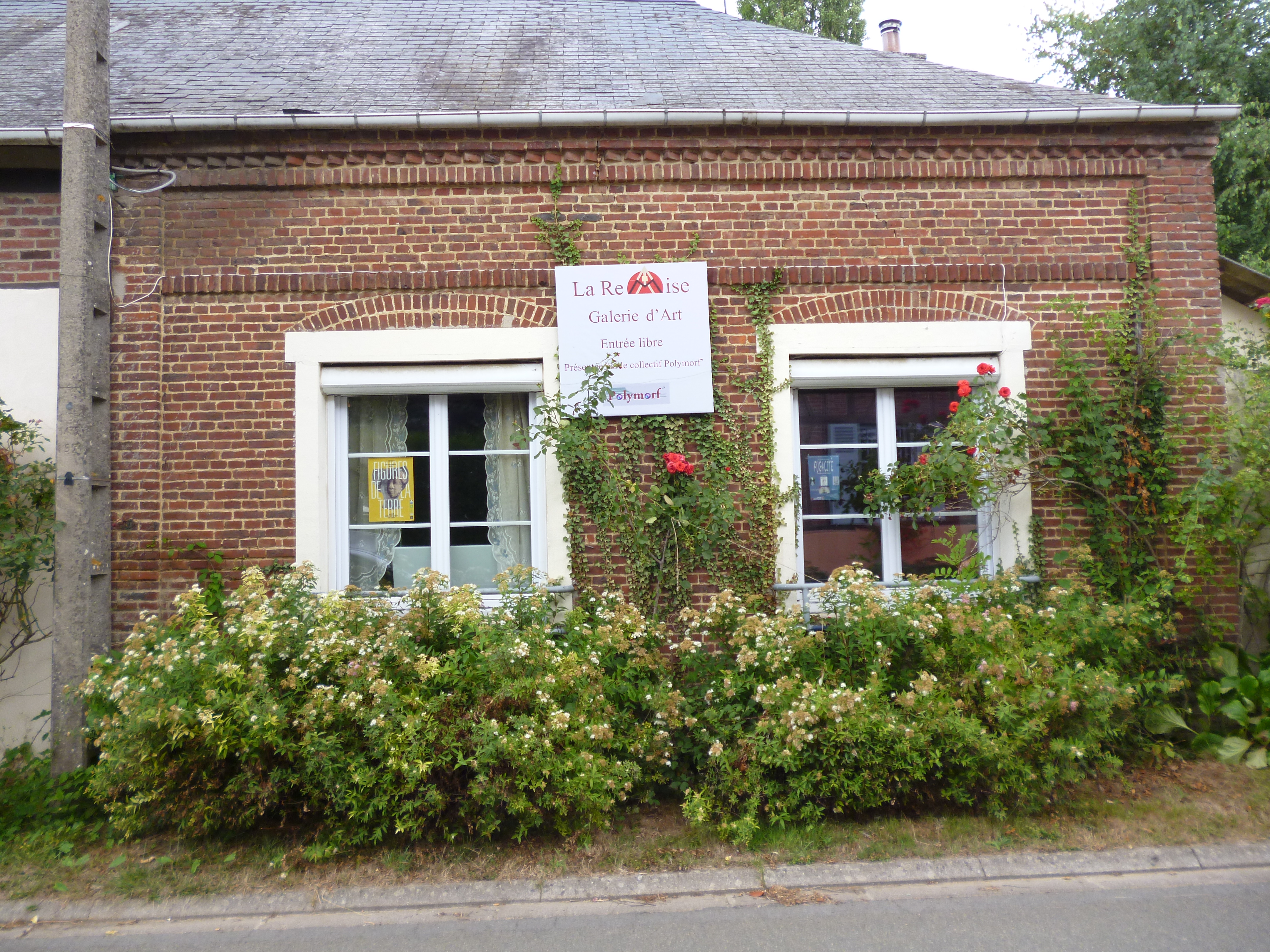
Salle culturelle La Remise.
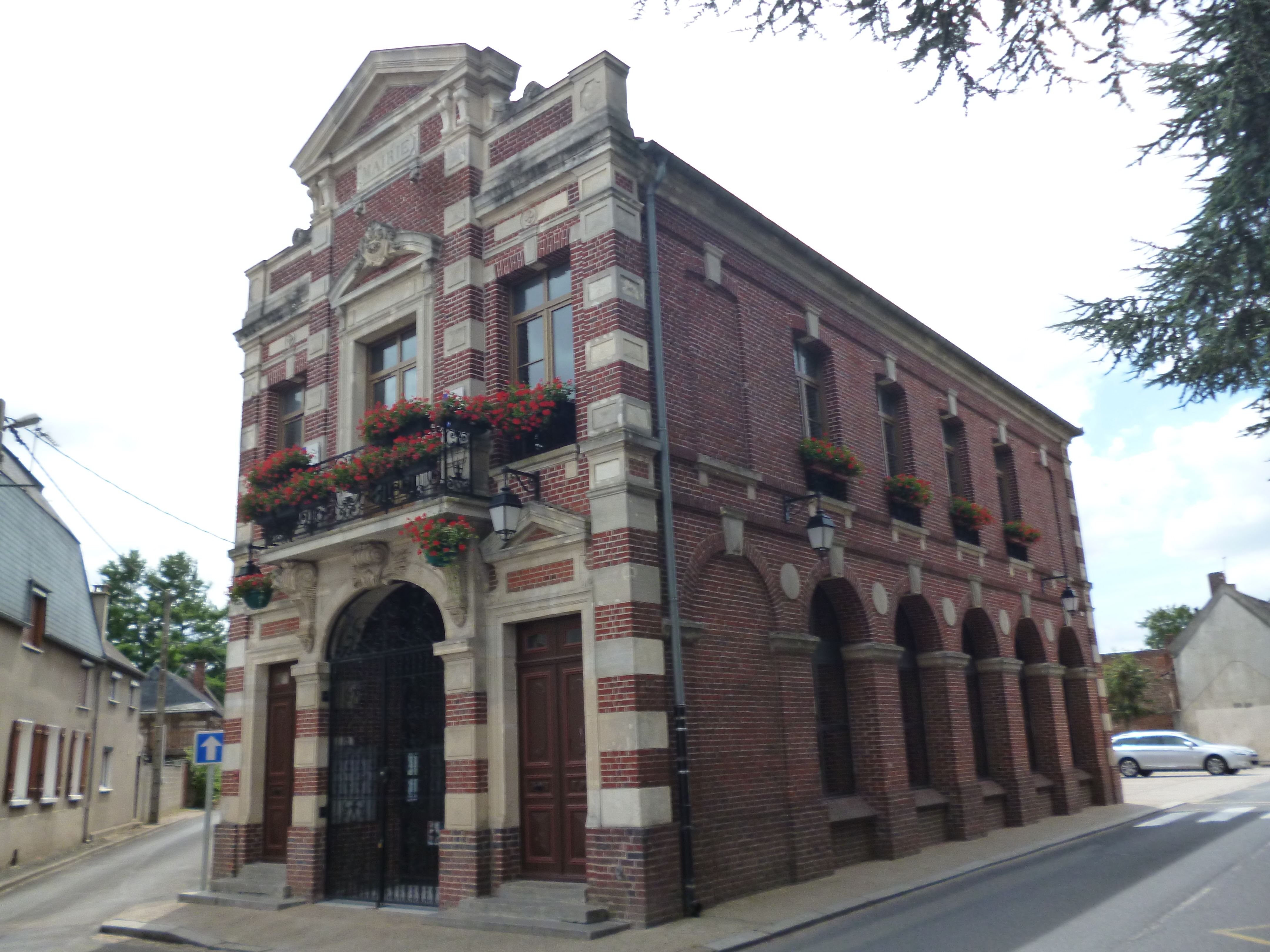
La mairie.
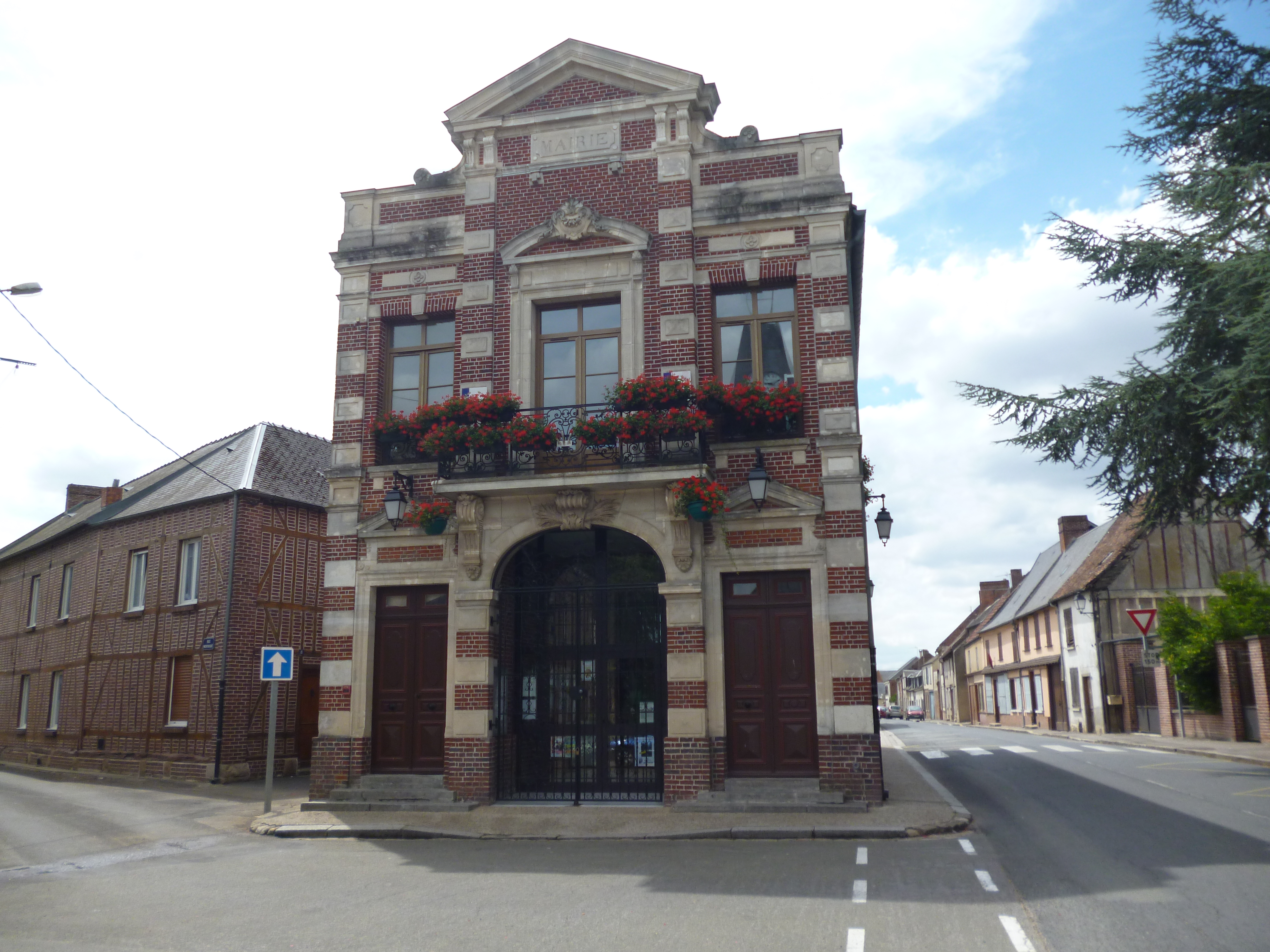
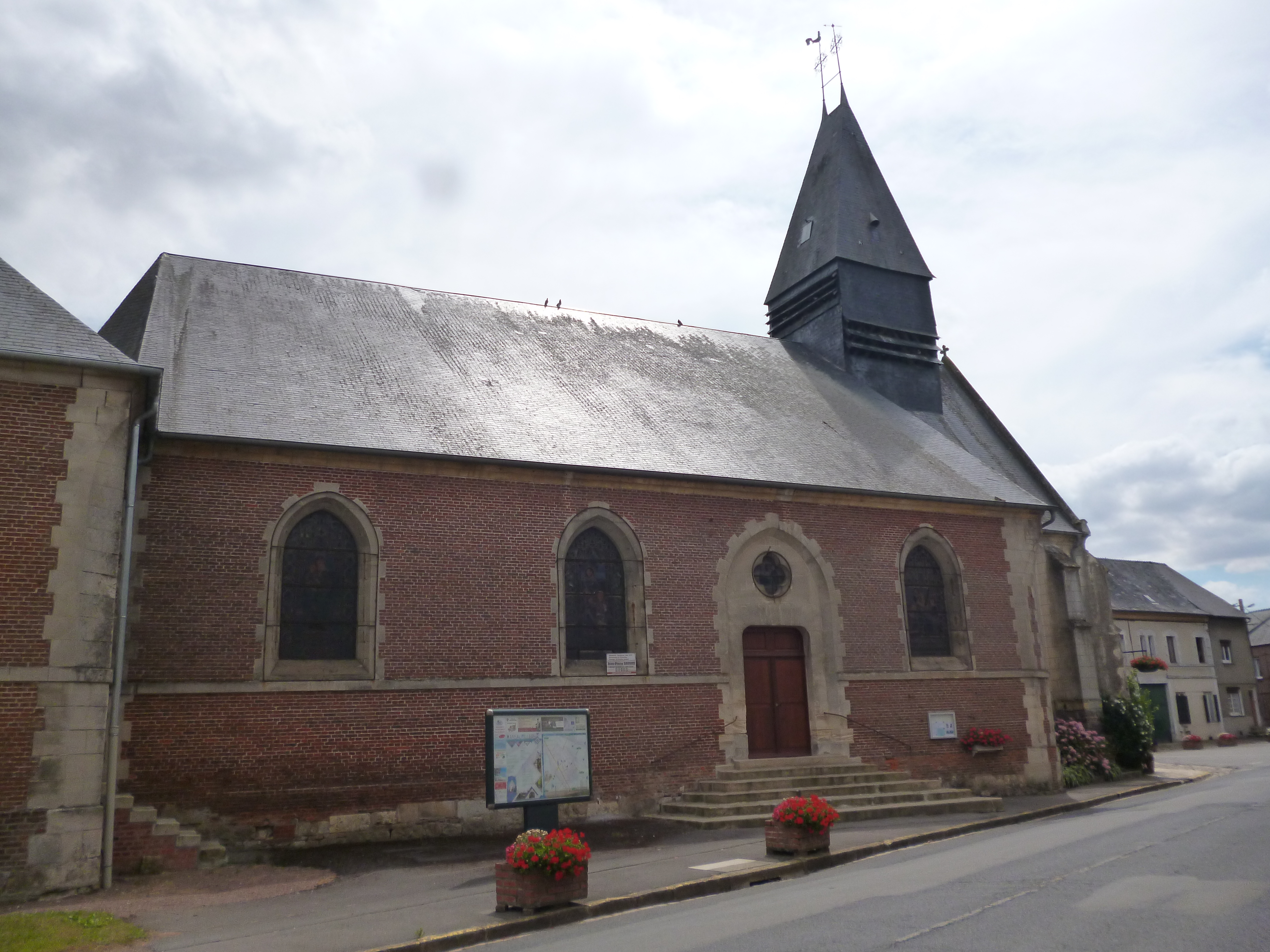
L'église Saint-Léger.
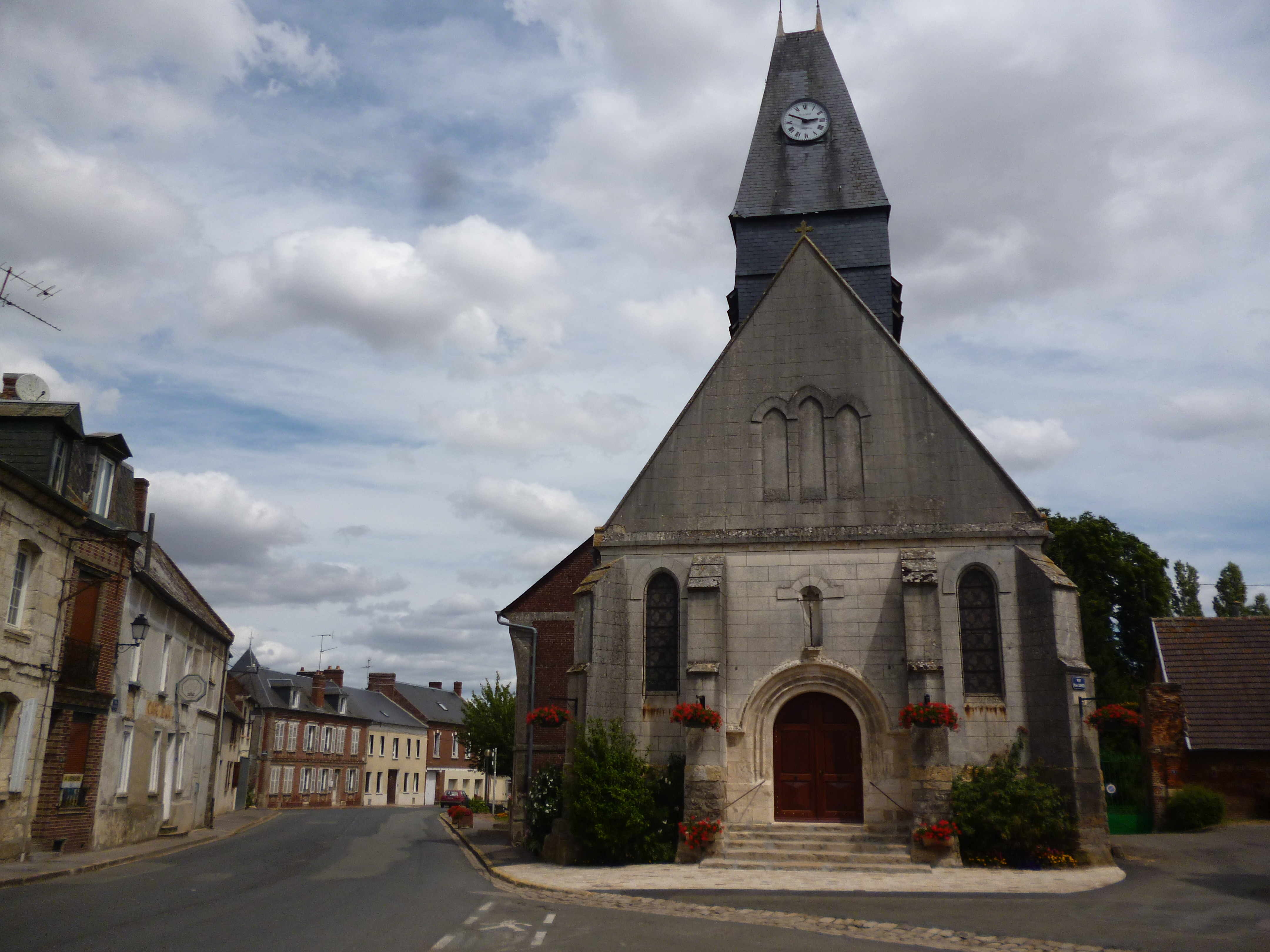
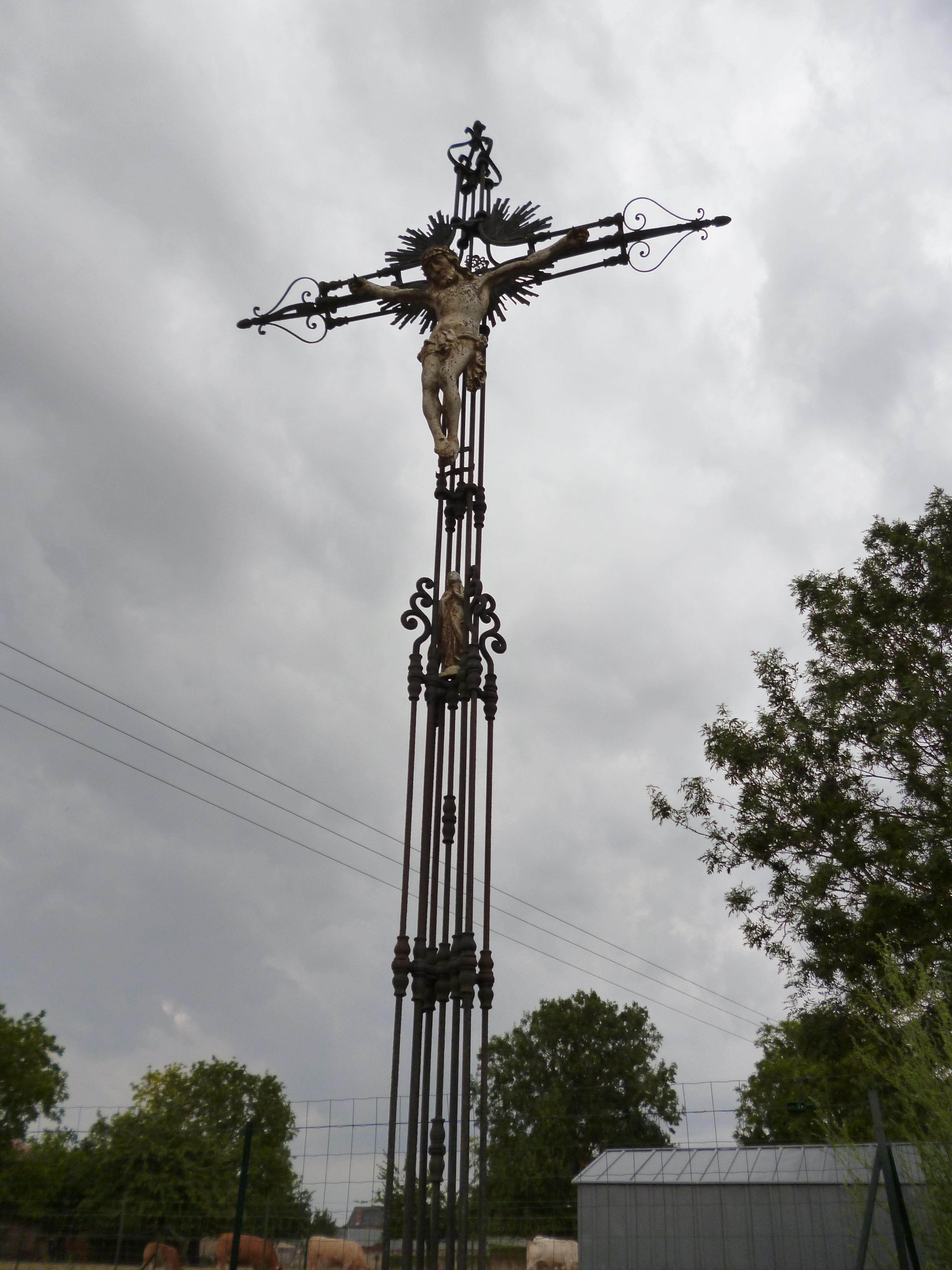
Un calvaire de la commune, situé sur la D 23.
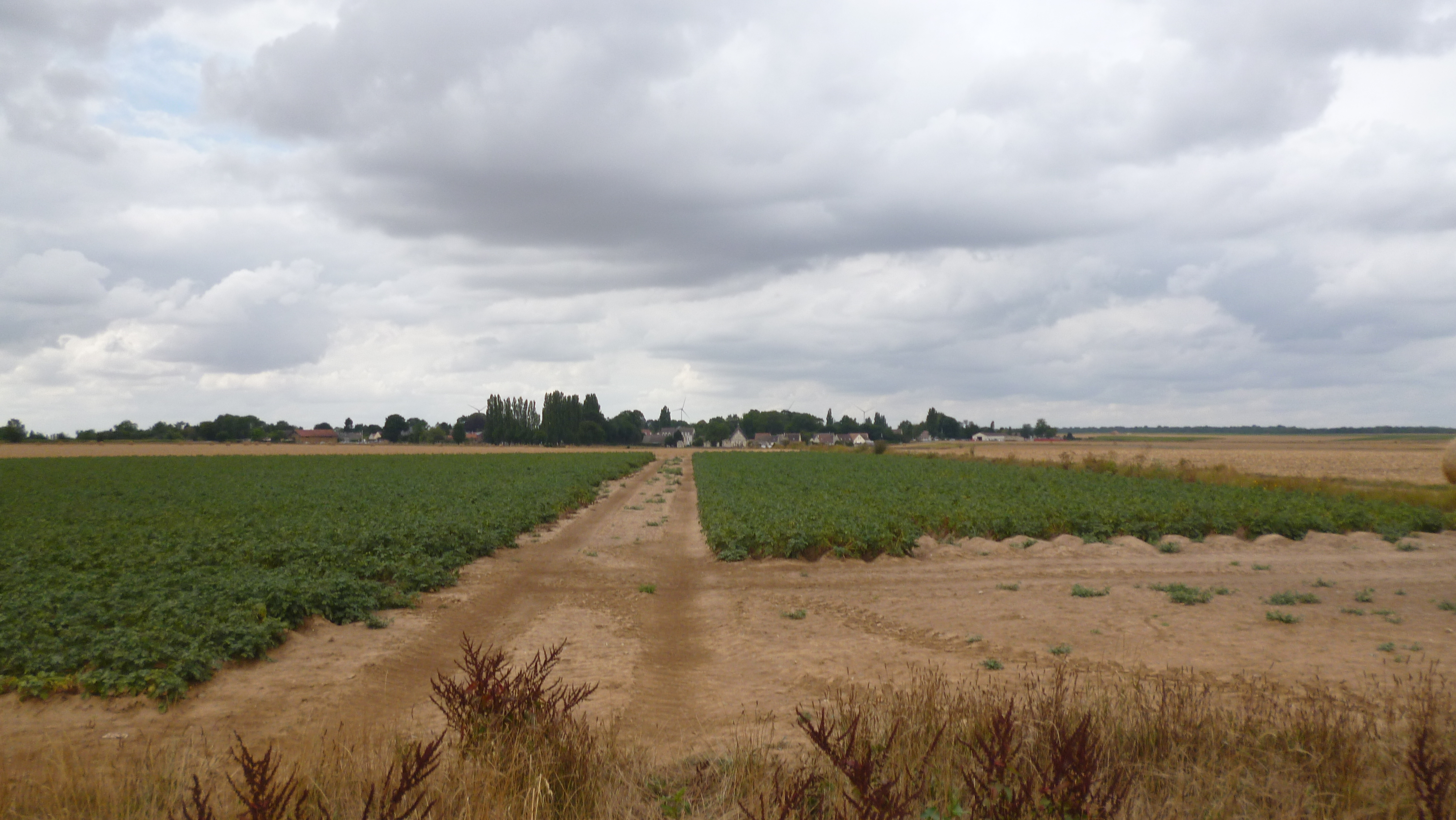
Vue d'Ansauvillers depuis le parc éolien de la Croisette.
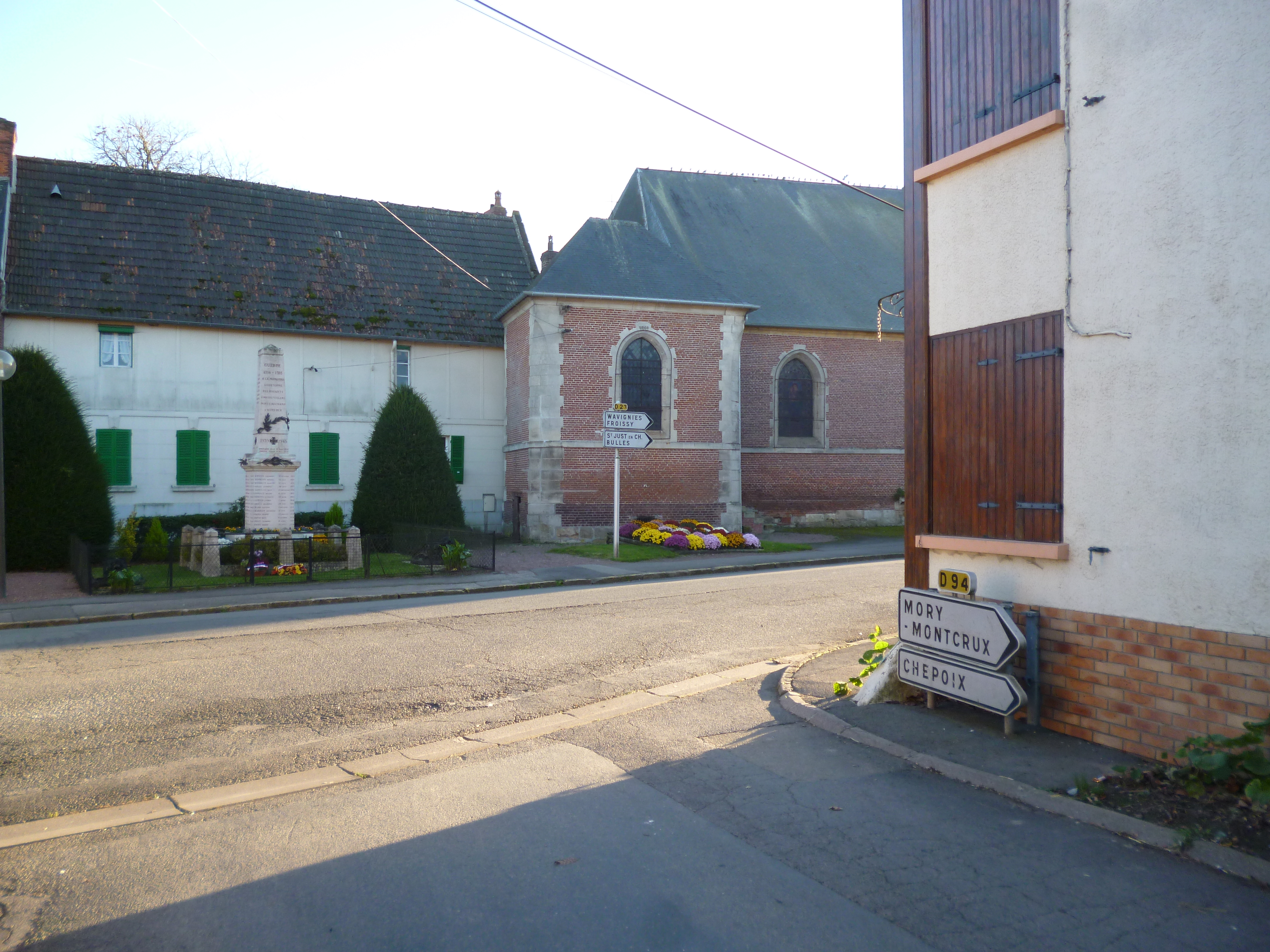
Le monument aux morts.
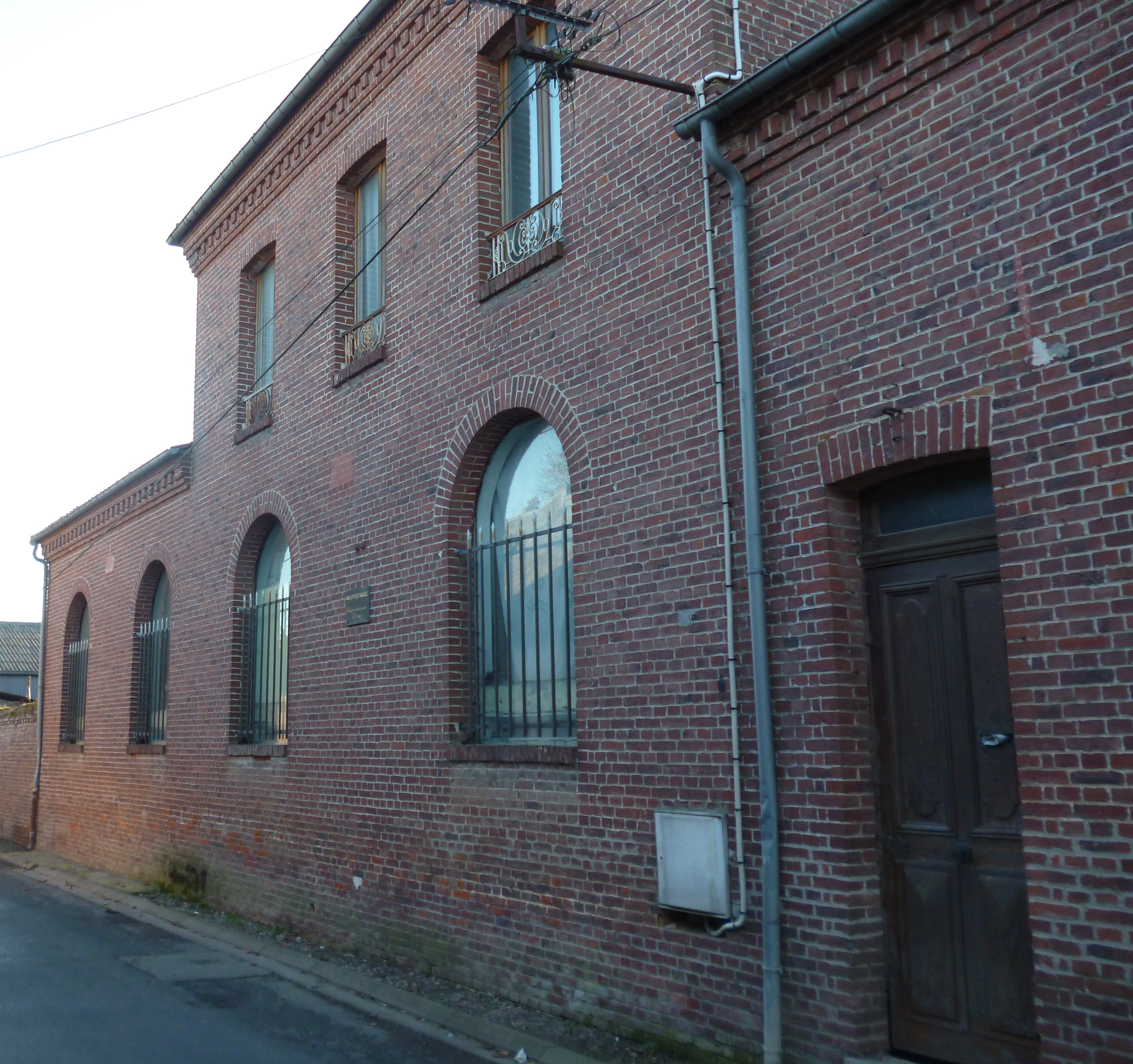
La bibliothèque braille Hilaire-Maleysson.
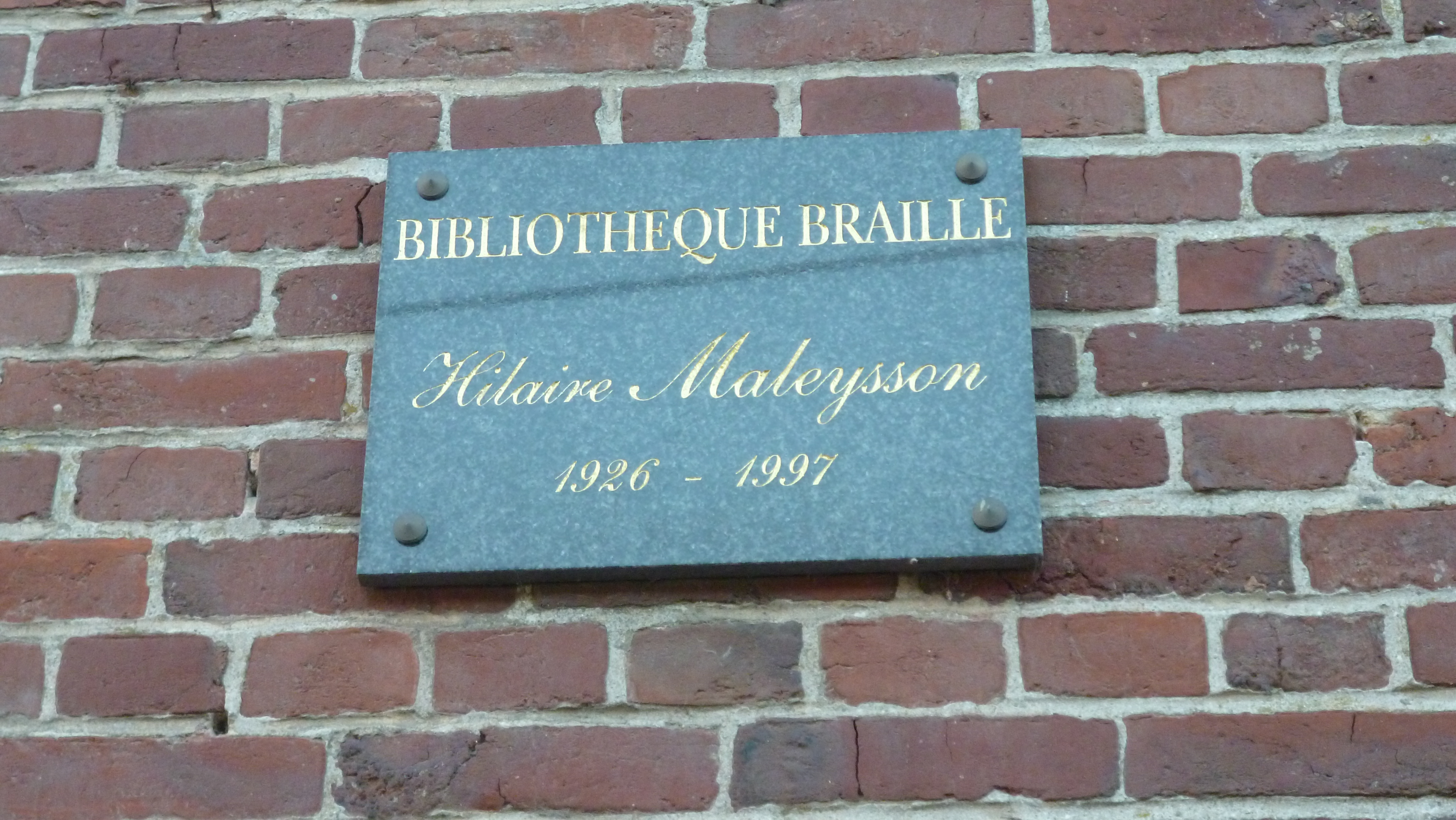
Plaque de la bibliothèque.
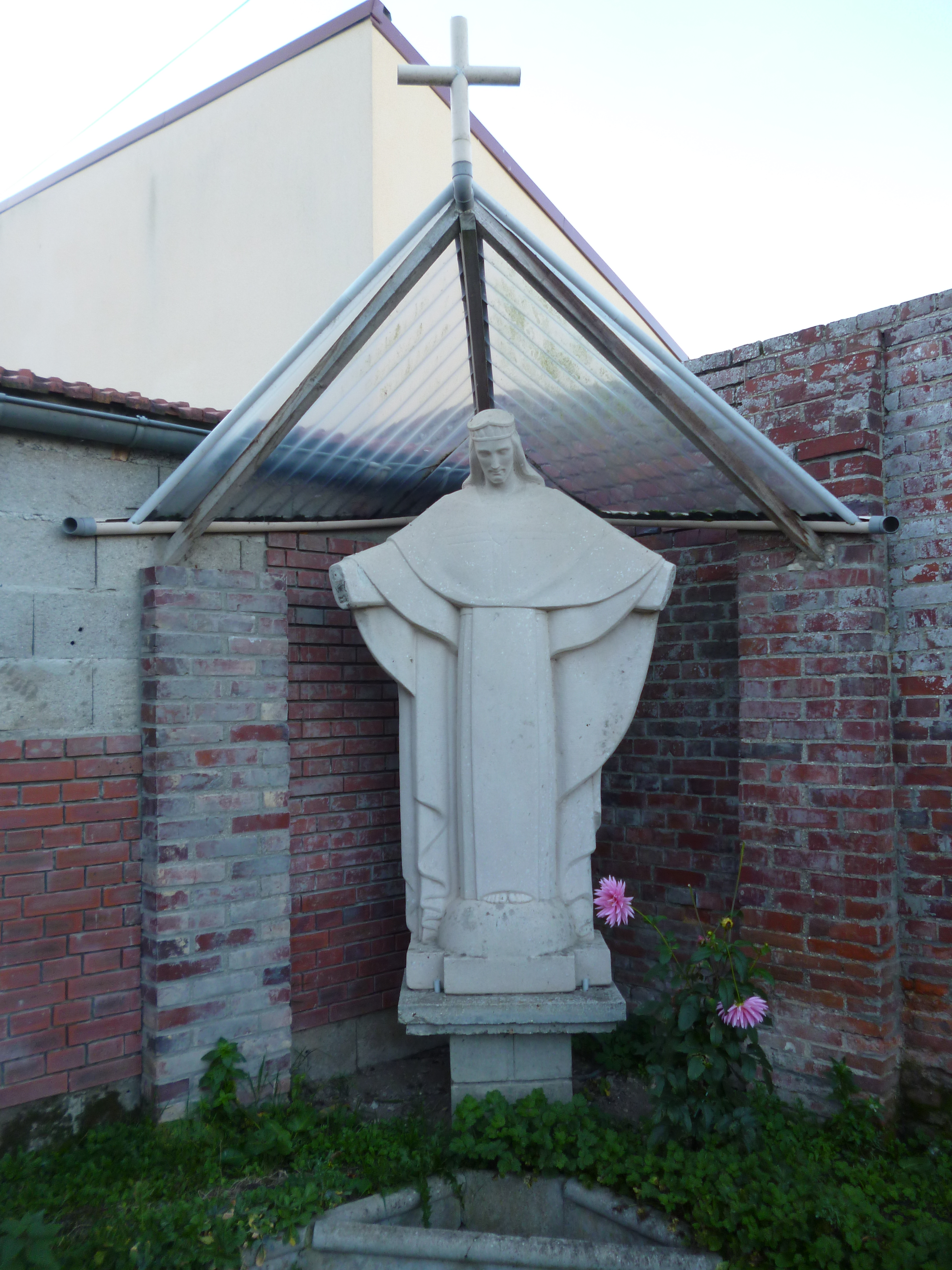
Statue christique, située rue L'Enfant.
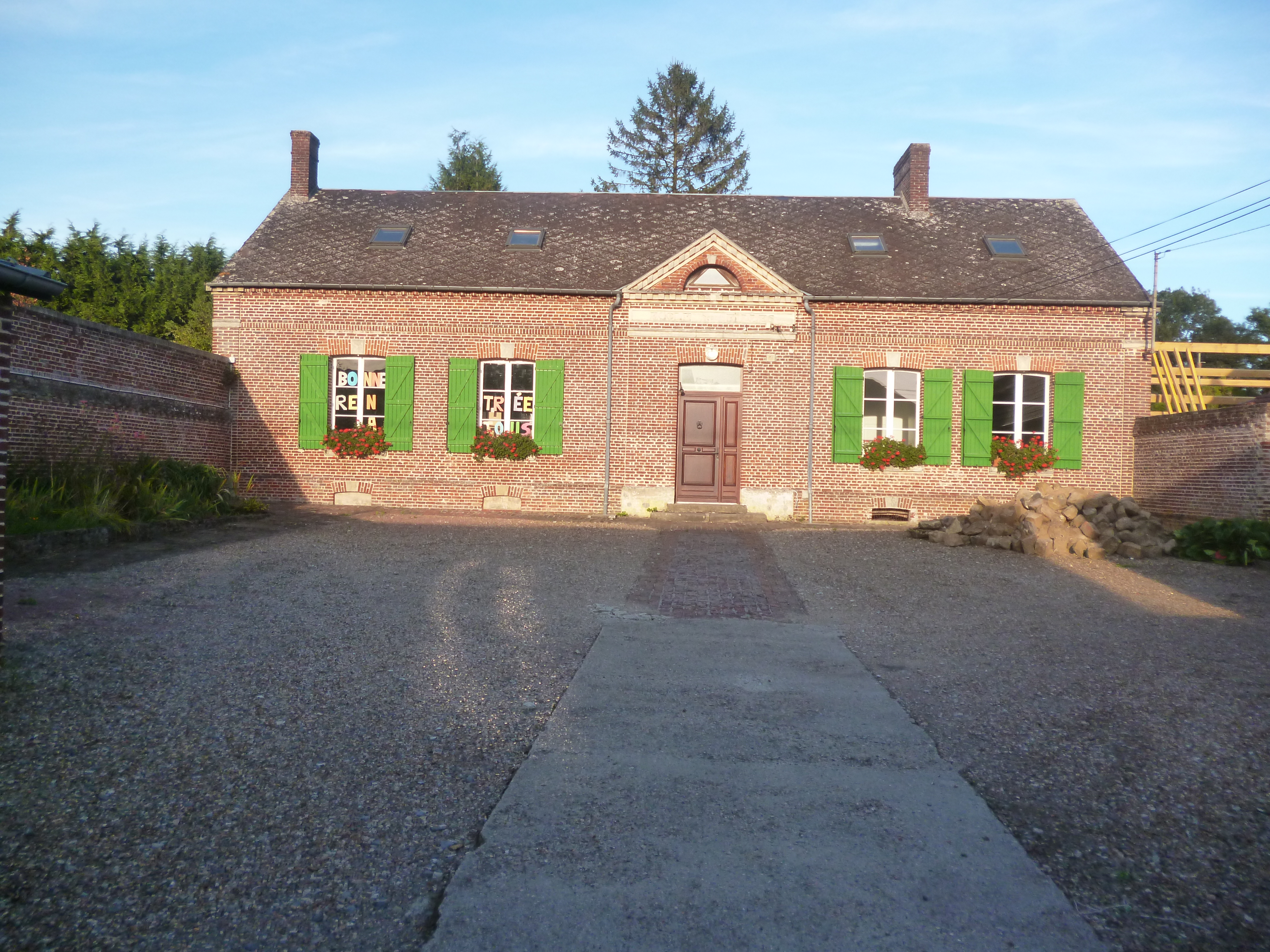
Bibliothèque municipale.
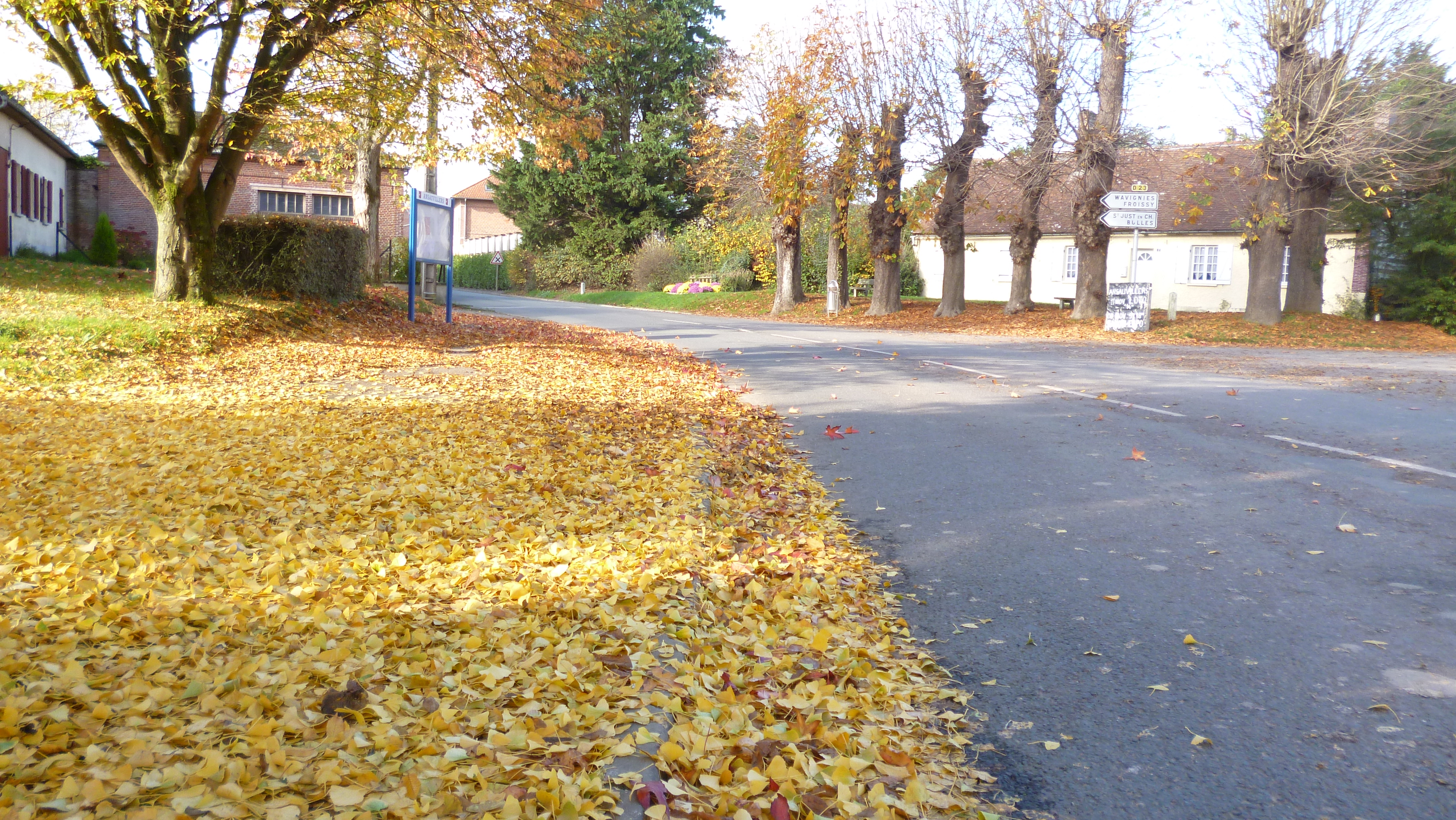
Paysage d'automne, dans les rues d'Ansauvillers.

### Personnalités liées à la commune
- Victor Delpierre (1859-1933), homme politique
- Arnaud de Corbie (1325-1414), homme politique

### Héraldique
| Armes de Ansauvillers | Les armes de Ansauvillers se blasonnent ainsi : Parti : au premier de gueules, à la fasce d'or accompagnée de sept merlettes d'argent, quatre en chef rangées en face et trois en pointe bien ordonnées ; au second de gueules, à six anneaux posés 3, 2 et 1, le second de la première rangée chargé en cœur d'un besant du même. |

Le blason est visible dans l'église castrale et la mairie d'Ansauvillers.
Il est la réunion de deux blasons :
- En partie gauche : celui de la famille de L'Isle-Adam avec ses cinq merlettes
- En partie droite un autre blason d'origine indéterminée : blason des Marivault (Marivault) ? Ressemble aussi aux armes de la famille de Prunelé (Prunelay) sans le besant mais pas de lien établi actuellement.

Blason connu antérieurement : D'azur, à la baude fuselé d'argent, accompagnée en chef d'une étoile d'or, posée au flanc senestre de l'écu.